# 1810-ті

## Події
- 1812—1815 — англо-американська війна
- Завершення наполеонівських війн. 1812 року Наполеон пішов війною на Росію, захопив Москву, але був розгромлений. Впродовж кампанії 1813 року союзники нанесли Франції низку поразок, в результаті чого Наполеон зрікся престолу та був відправлений у заслання на острів Ельба. Втім 1815 року він спробував повернути собі владу, але протримався лише 100 днів, програвши битву під Ватерлоо. Потому Наполеона заслали на острів Святої Єлени, де він і помер.
- 1814 — взяття козаками некрасівської фортеці Дунавець із подальшим заснуванням на її місці Дунавецької Січі
- 1817 — невдале повстання бузьких козаків у Вознесенську з подальшою їх ліквідацією
- 1817 — заснування Рішельєвського Ліцею в Одесі
- 1819 — Чугуївське повстання

## Народились
- 1814, Тарас Шевченко — український поет і художник, символ національного відродження.